# Городище та селище «Суха Гомільша»
Городище та селище «Суха Гомільша» — пам'ятка археології національного значення, охоронний № 200023-Н, взятий під охорону держави Постановою КМУ № 928 від 03.09.2009.

## Датування
V ст. до н. е. — середина Х ст. н. е.

## Площа
Загальна площа городища становить 2 га.
Загальна площа селища становить ≈30 га.

## Розташування
На східній околиці с. Суха Гомільша Нижньобишкінської сільської ради Зміївського району Харківської області. Пам'ятка займає високий прямокутний мис правого берега р. Сіверський Донець у місті впадіння в нього р. Гомільша. Мис з поселенням височіє над річковою долиною на ≈30 м. Зі сходу городище обмежене Панським яром, по якому протікав струмочок, а із заходу Княжим яром. Із заходу до городища прилягає селище, обмежене Княжим і Дяковим ярами.

## Історія дослідження
Городище вперше згадується на початку XVII ст. у «Книга Великому Кресленню». На початку ХХ ст. воно фіксується  Дмитром Багалієм у матеріалах  ХІІ Археологічного з'їзду. У середині ХХ ст. пам'ятка неодноразово оглядалася Іваном Ляпушкіним (1947), Світланою Плетньовою (1955), Борисом Шрамком (1950-60-ті) та Володимиром Міхеєвим (1960-70-ті).
Селище «Суха Гомільша» було відкрите вчителем історії Першотравневої середньої школи Зміївського р-ну Красюком Я. І. у 1951 р. Він у 1953 та 1960 рр. проводив тут і розвідки. У 1969, 1973 та 1978 рр. розкопки поселення проводила археологічна експедиція Харківського державного університету на чолі з Володимиром Міхеєвим.

## Опис
Городище
Загалом вивчено ≈200 м2: головним чином було проведено досліджено оборонних споруд та північної частини.
Загальна довжина городища з південного сходу на північний захід — 312 м, максимальна ширина у північній частині — 88 м, в південній — ≈45 м.
Основний вал, що відсікає площу городища з півдня, створений у ранню залізну добу (V ст. до н. е.) являє собою ґрунтовий насип, перед яким був рів.
Сама площа городища розділена на 3 частини (дворища): південний двір — 0,5 га, середній — 0,3 га та північний — 1,2 га. Центральний та північний двори об'єднані єдиною системою захисту у вигляді кам'яної стіни, що утворює цитадель городища.
Культурний шар на території городища пошкоджений добуванням каміння у новий час, а також бліндажами часів Другої світової війни. В цілому ж культурний шар городища здебільшого слабо насичений та мало потужний. Його товщина на більшості площі становить до 20 см. Лише в північній частині — до 40-60 см. Він мало насичений артефактами (переважно уламки керамічного посуду салтівської культури середини VIII — середини Х ст.). Фрагменти ліпного посуду ранньої залізної доби — поодинокі та не становлять окремого культурного горизонту. На сучасній поверхні добре просліджуються розкопи Володимира Міхеєва (траншеї та відвали від них).
Селище   
Загальна довжина селища з півдня на північ становить ≈600 м, максимальна ширина — у південній частині — ≈500 м. Культурний шар на території селища становить 40–60 см, а у північній — до 100 см. Він насичений здебільшого артефактами та комплексами салтівської археологічної культури середини VIII — середини Х ст. н. е. (місцева та імпортна кераміка, знаряддя праці, предмети побуту, зброя, кінська упряж, прикраси та елементи одягу). Окремі комплекси та артефакти відносяться до пеньківської археологічної культури VII — першої половини VIII ст. н. е. Скіфський період ранньої залізної доби (V—IV ст. до н. е.) представлений рідкими уламками ліпного посуду. На сучасній розораній поверхні добре просліджуються окремі зольні плями та можна знайти стародавні артефакти (переважно уламки керамічного посуду).

## Сучасне використання
Поверхня городища задернована, в південній частині поросла чагарником.
Селище використовується під сільськогосподарські посіви, поверхня постійно розорюється.